# Districtul Rumphi
Rumphi este un district  în   statul Malawi. Reședința sa este orașul Rumphi.